# Eurithia gemina
Eurithia gemina là một loài ruồi trong họ Tachinidae.